# V Волка
V Волка (лат. V Lupi), HD 132181 — тройная звезда в созвездии Волка на расстоянии приблизительно 3506 световых лет (около 1075 парсек) от Солнца.

## Характеристики
Первый компонент (WDS J14597-5325A) — красный гигант, углеродная пульсирующая медленная неправильная переменная звезда (LB:) спектрального класса C5,5(Nb), или C(Nb). Видимая звёздная величина звезды — от +9,26m до +9,16m. Масса — около 2,256 солнечной, радиус — около 268,838 солнечного, светимость — около 4156,89 солнечной. Эффективная температура — около 3858 K.
Второй компонент — красный карлик спектрального класса M. Масса — около 152,74 юпитерианской (0,1458 солнечной). Удалён на 1,961 а.е..
Третий компонент (WDS J14597-5325B). Видимая звёздная величина звезды — +13m. Удалён на 25,5 угловой секунды.